# Деррі (Пенсільванія)
Деррі (англ. Derry) — місто (англ. borough) в США, в окрузі Вестморленд штату Пенсільванія. Населення — 2639 осіб (2020).

## Географія
Деррі розташоване за координатами 40°20′0″ пн. ш. 79°18′4″ зх. д. / 40.33333° пн. ш. 79.30111° зх. д. (40.333431, -79.301084).  За даними Бюро перепису населення США в 2010 році місто мало площу 2,06 км², з яких 2,00 км² — суходіл та 0,06 км² — водойми.

## Демографія
Згідно з переписом 2010 року, у селищі мешкало 2688 осіб у 1134 домогосподарствах у складі 718 родин. Густота населення становила 1304 особи/км².  Було 1267 помешкань (615/км²).
Расовий склад населення:
| - 98,2 % — білих - 0,6 % — чорних або афроамериканців - 0,3 % — азіатів - 0,1 % — корінних американців |

До двох чи більше рас належало 0,7 %. Частка іспаномовних становила 0,8 % від усіх жителів.
За віковим діапазоном населення розподілялося таким чином: 23,4 % — особи молодші 18 років, 60,6 % — особи у віці 18—64 років, 16,0 % — особи у віці 65 років та старші. Медіана віку мешканця становила 40,7 року. На 100 осіб жіночої статі у селищі припадало 94,2 чоловіків;  на 100 жінок у віці від 18 років та старших — 87,9 чоловіків також старших 18 років.
Середній дохід на одне домашнє господарство  становив 48 252 долари США (медіана — 42 550), а середній дохід на одну сім'ю — 59 253 долари (медіана — 52 361). Медіана доходів становила 40 408 доларів для чоловіків та 30 197 доларів для жінок. За межею бідності перебувало 17,0 % осіб, у тому числі 26,4 % дітей у віці до 18 років та 14,0 % осіб у віці 65 років та старших.
Цивільне працевлаштоване населення становило 1211 осіб. Основні галузі зайнятості: освіта, охорона здоров'я та соціальна допомога — 30,1 %, виробництво — 21,2 %, роздрібна торгівля — 13,2 %, мистецтво, розваги та відпочинок — 7,7 %.